# Кос (город)
Кос (греч. Κως) — город в Греции. Порт. Расположен на высоте 15 метров над уровнем моря, в северо-восточной части острова Кос, в 21 километре к северо-востоку от международного аэропорта «Ипократис». Административный центр общины Кос в периферии Южные Эгейские острова. По результатам переписи 2011 года население города составляет 19 432 человека. Площадь 67,2 квадратного километра.
В Косе находится кафедра Косской и Нисиросской митрополии Константинопольского патриархата, кафедральным собором является церковь Благовещения Пресвятой Богородицы.

## История
Древний Кос входил в так называемый дорический Гексаполь, «Шестиградье» (союз шести дорических городов Малой Азии: Галикарнас, Линд, Иалис, Камир, Кос и Книд).
Город был разрушен землетрясением 23 апреля 1933 года магнитудой 6,6 баллов, погибло 178 человек.
Община Кос создана в 1948 году (ΦΕΚ 248Α).
Достопримечательностями Коса являются руины древнего города, агора, римский одеон, Римский дом, платан Гиппократа и Асклепион, расположенный в 4 километрах к юго-западу, средневековая крепость госпитальеров, так называемый замок Нерандзия.
В городе находится Археологический музей Коса, здание которого построено в 1936 году.

## Население
| Год  | Население, человек |
| ---- | ------------------ |
| 1991 | 14 799             |
| 2001 | 17 894             |
| 2011 | ↗ 19 432           |

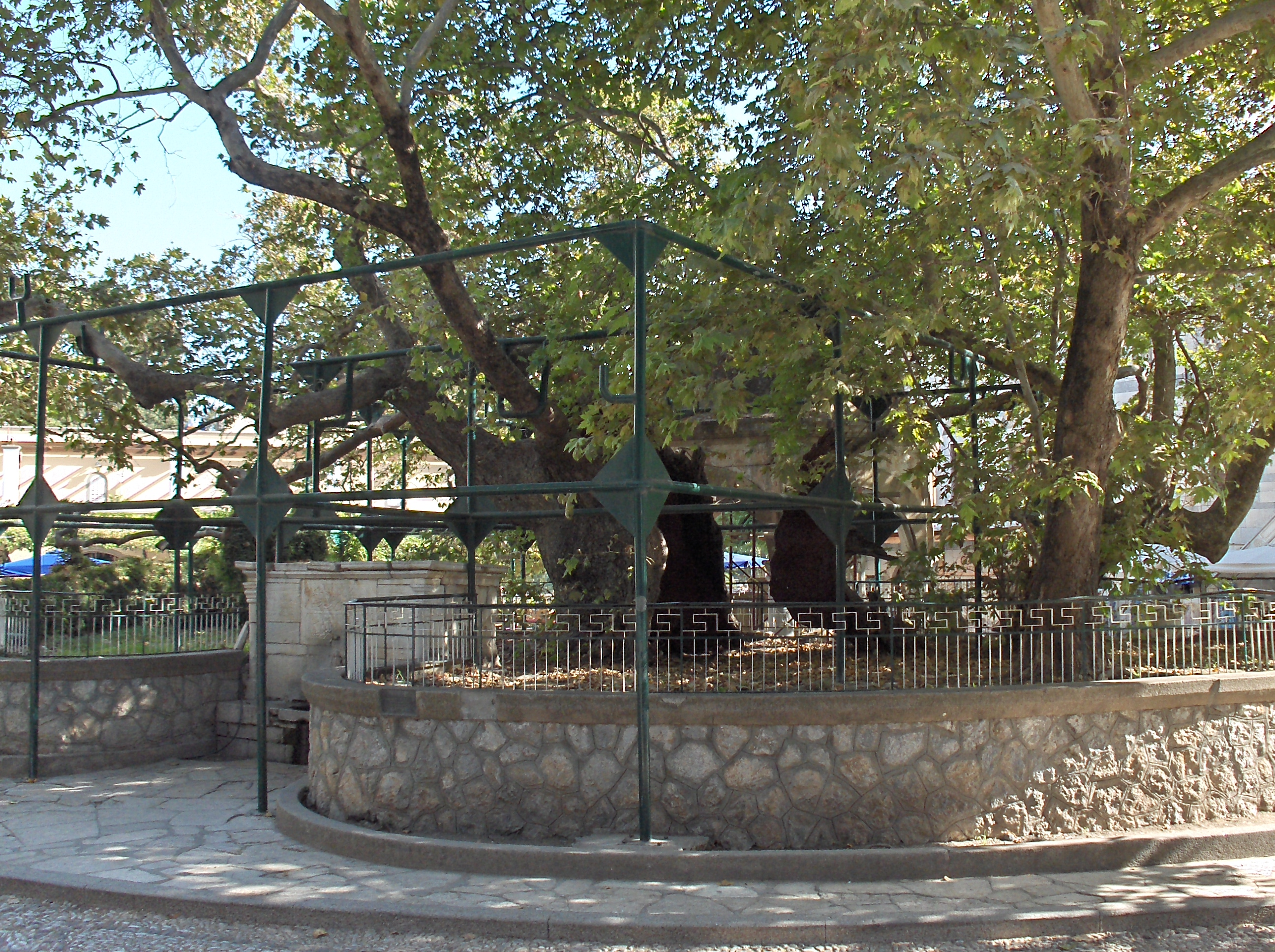
Платан Гиппократа[англ.]
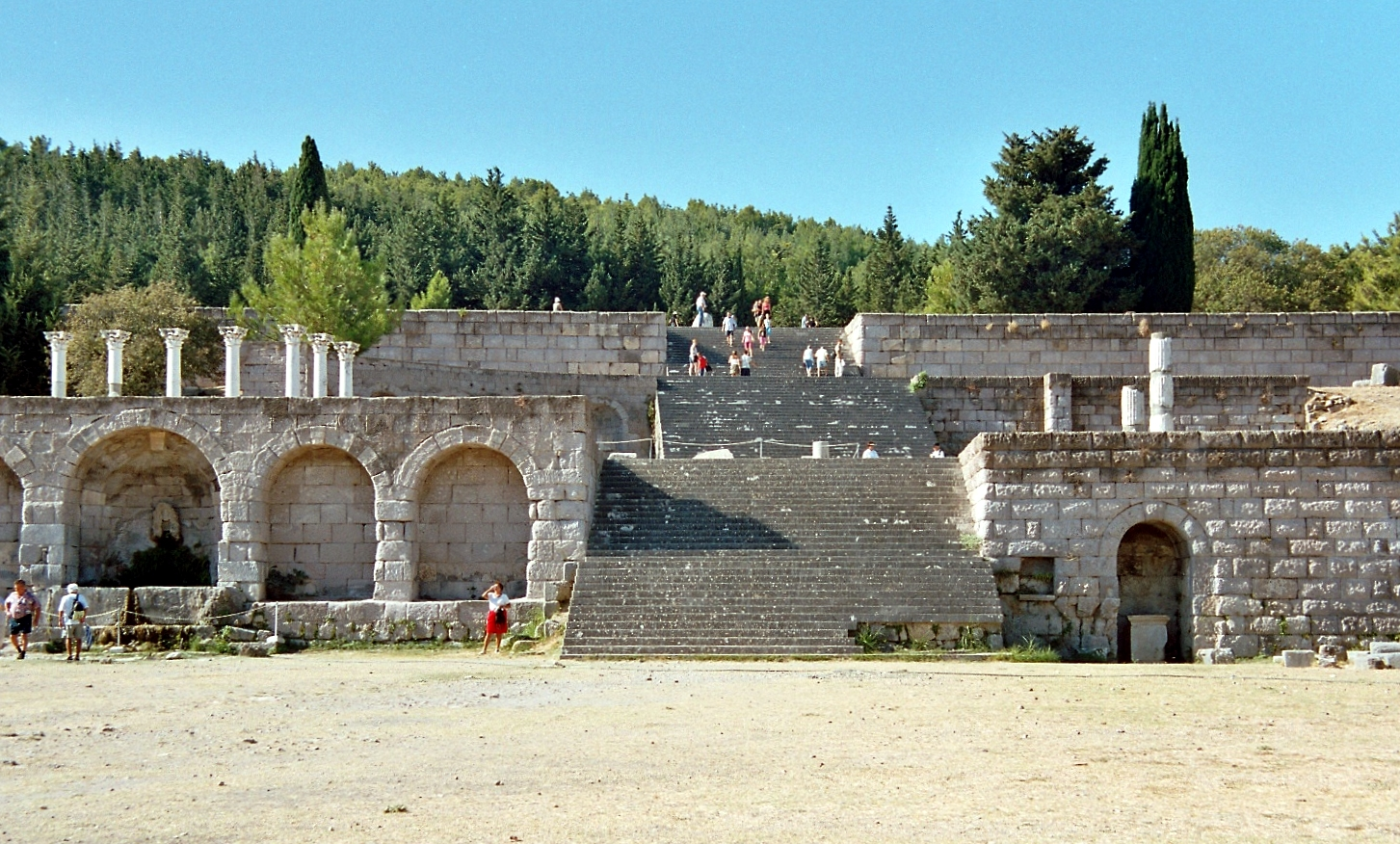
Асклепион[греч.] на Косе
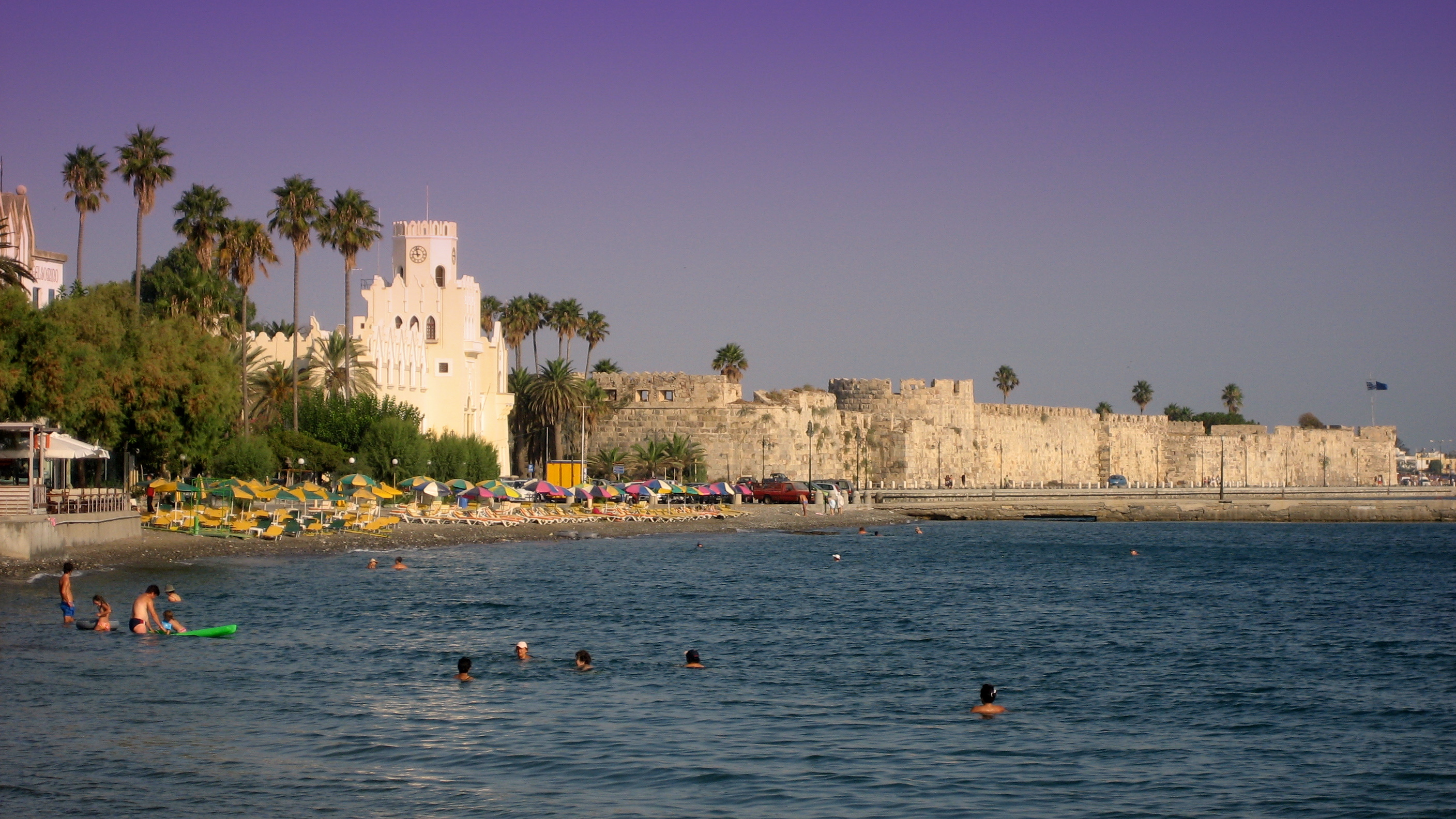
Замок Нерандзия[греч.]
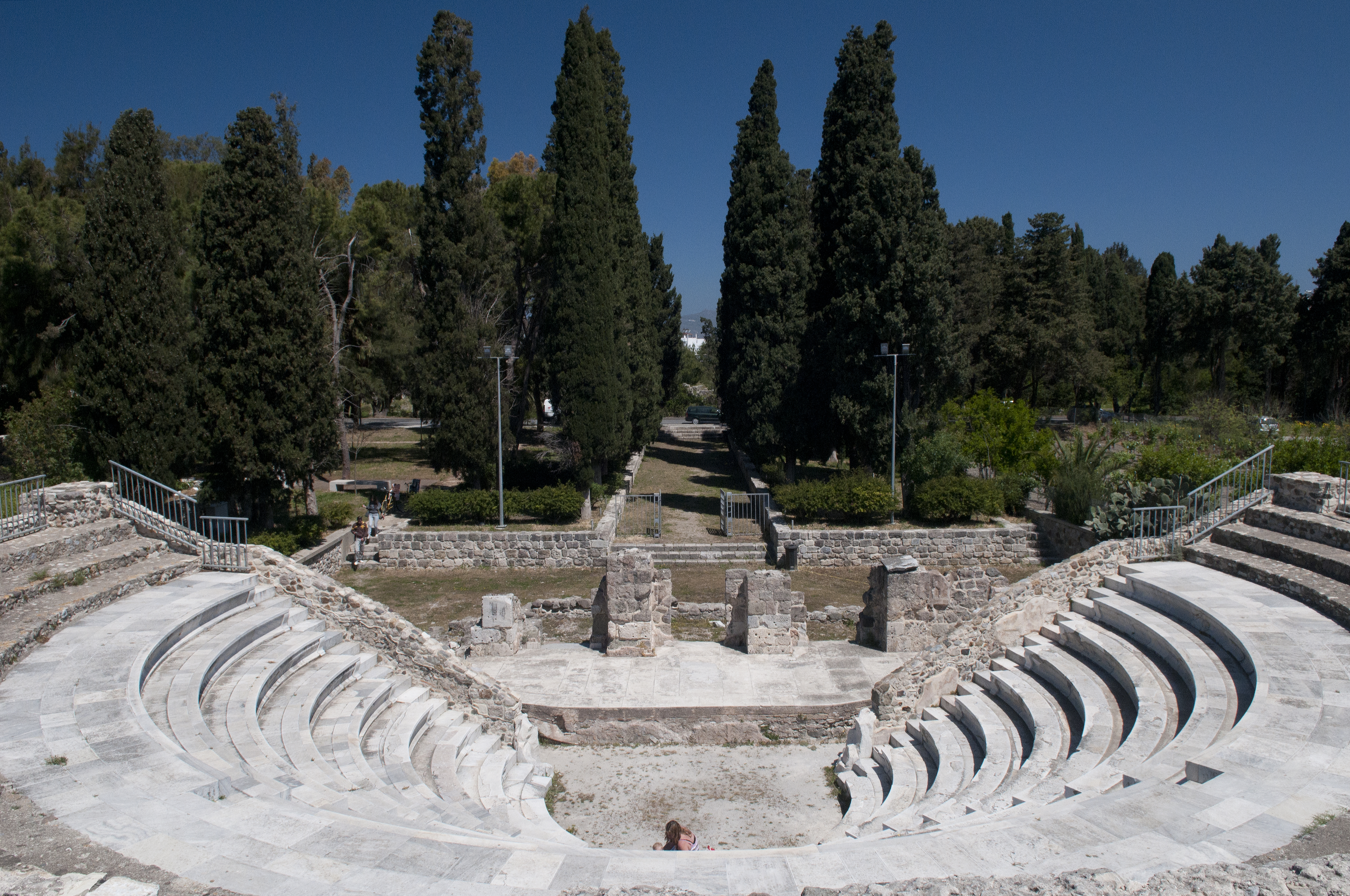
Одеон[греч.]
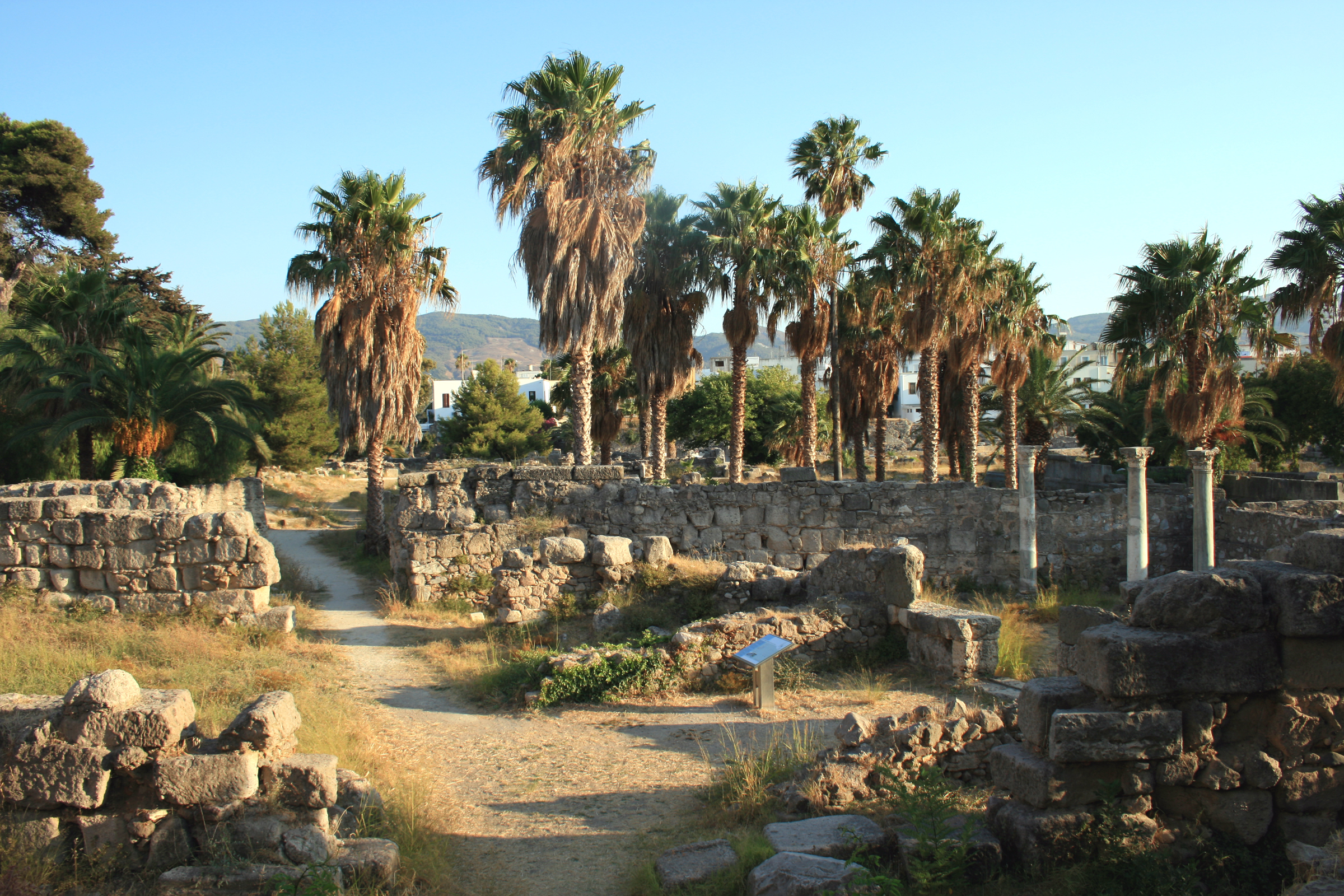
Руины агоры[греч.] в Косе
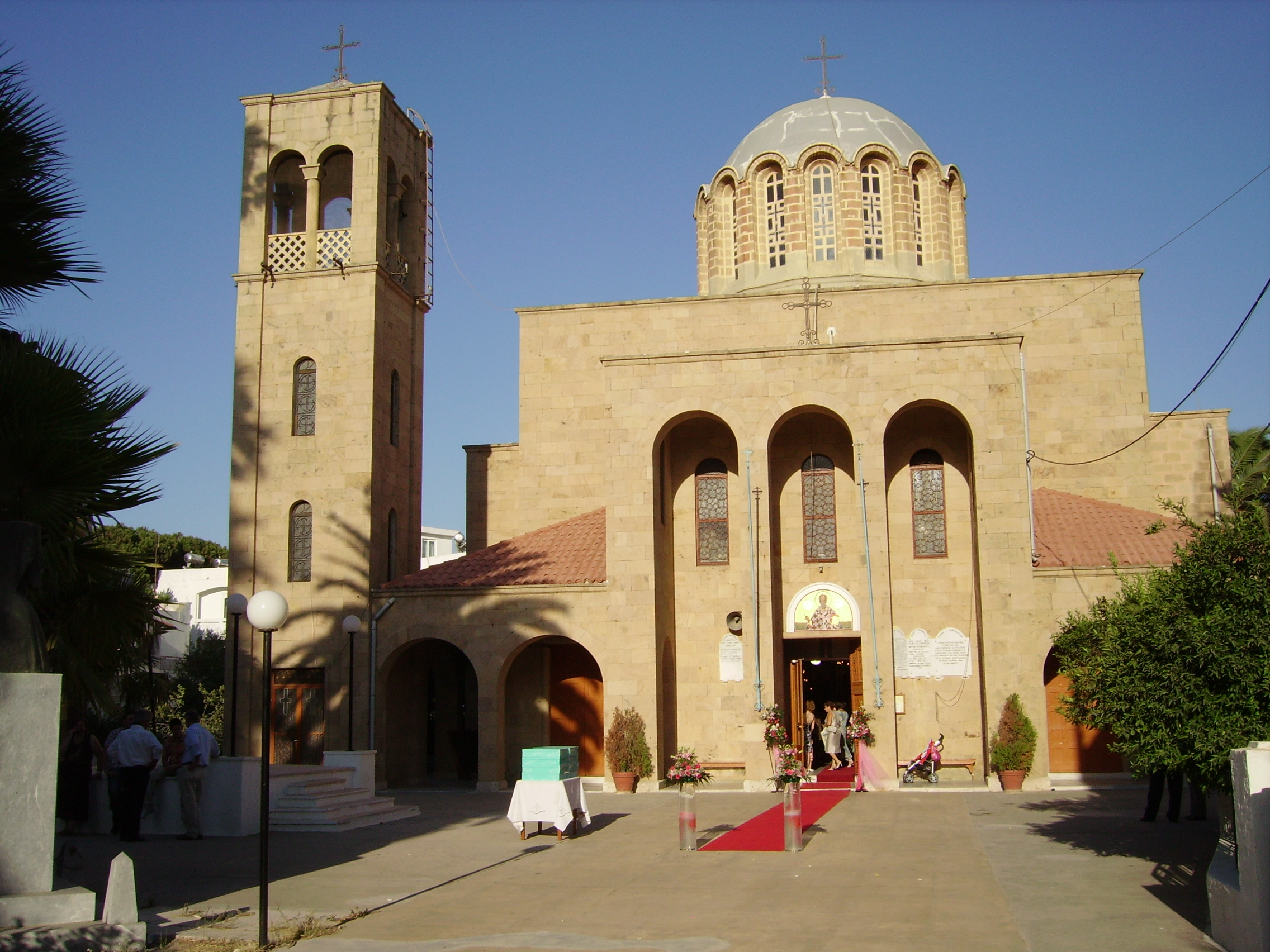
Кафедральная церковь Благовещения Пресвятой Богородицы в Косе
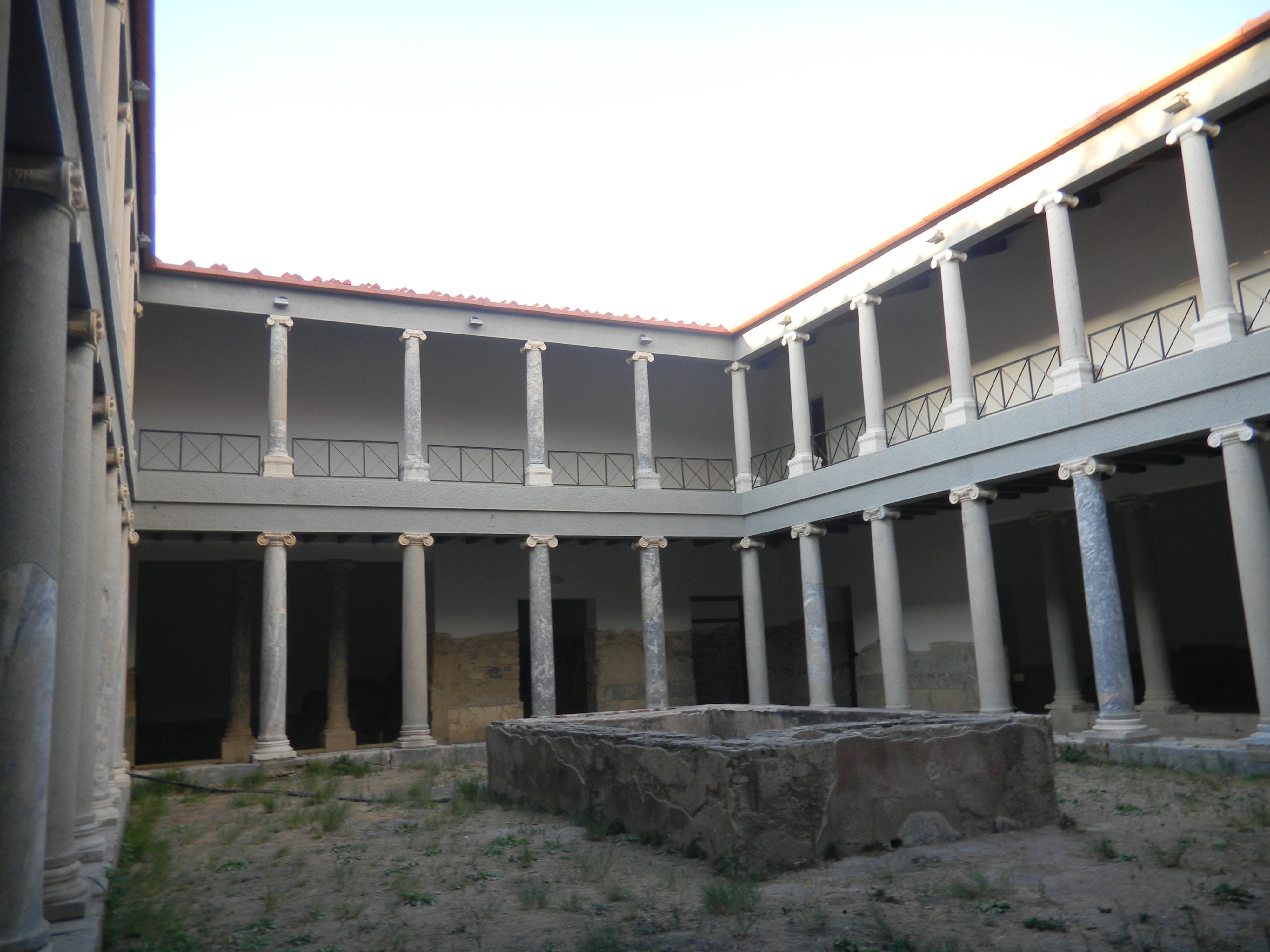
Римский дом[греч.]